# Miragrande
Miragrande (Prunus domestica 'Miragrande') je ovocný strom, kultivar druhu slivoň renklóda z čeledi růžovitých. V sortimentu odrůd nově zařazený kříženec slivoní ´Herrenhauser Mirabelle´ a ´Gelbe Zwetsche´, odrůda je samosprašná. Plody žluté s líčkem, šťavnaté, vhodné pro konzum i na zpracování. Zraje v polovině září. 

## Původ
Byla vypěstována v roce 1995, v Německu, zkřížením odrůd ´Herrenhauser Mirabelle´ a ´Gelbe Zwetsche´.

## Vlastnosti
Růst silný, plodnost raná, odrůda plodí brzy po výsadbě. Sklizeň ovoce je pravidelná a vysoká. Kvete pozdě, samosprašná odrůda. Dozrává v polovině září.

## Plod
Oválného tvaru, 16 g a 30mm v průměru. slupka plodu je žlutá na slunci s líčkem, dužnina jde od pecky.

## Choroby a škůdci
Odrůda není významně napadána chorobami a škůdci, je tolerantní k šarce.